# اشغال ایران در جنگ جهانی دوم
پس از آغاز جنگ جهانی دوم در ۹ شهریور ۱۳۱۸ (۱ سپتامبر ۱۹۳۹)، ایران بی‌طرفی خود را اعلام کرد. با این حال، پس از حملهٔ آلمان به اتحاد جماهیر شوروی در ژوئن ۱۹۴۱ و به دلیل هم‌مرزی گستردهٔ ایران با شوروی، بی‌طرفی ایران برای متفقین کافی به نظر نمی‌رسید. نیروهای متفقین در شهریور ۱۳۲۰ با استناد به حضور کارشناسان آلمانی در ایران و همچنین با ارجاع به قرارداد ۱۹۲۱ میان ایران و شوروی که به شوروی در شرایطی خاص اجازهٔ حضور نظامی در ایران می‌داد، به ایران حمله کردند. این رویداد که به «اشغال ایران در جنگ جهانی دوم» مشهور است، منجر به اشغال بخش‌های گسترده‌ای از کشورمان توسط نیروهای بریتانیا و شوروی شد.

به دنبال اتحاد بریتانیا و شوروی و نیاز شوروی به دریافت کمک‌های بریتانیا و ایالات متحده در جبهه شرقی، متفقین تصمیم گرفتند از ایران به‌عنوان مسیر تدارکاتی موسوم به «کریدور پارس» استفاده کنند. در نتیجه، در بامداد ۲۵ اوت ۱۹۴۱ (٣ شهریور ١٣٢٠ خورشیدی) نیروهای شوروی از شمال و نیروهای بریتانیا (با همراهی واحدهای هندی تحت فرمان بریتیش راج) از جنوب به ایران حمله کردند و کشور را اشغال نمودند.
در روز ۳ شهریور ۱۳۲۰، ابتدا نیروهای شوروی از شمال و شرق از زمین و هوا به ایران حمله‌ور شدند و سپس نیروهای بریتانیایی نیز از جنوب و غرب حمله کردند و شهرهای سر راه را یک‌به‌یک به سرعت اشغال کردند و هر دو به سمت تهران حرکت کردند. ارتش ایران به سرعت متلاشی شد. رضاشاه با فشار متفقین به خصوص بریتانیا سریعاً استعفاء داد و سپس با گذشتِ مدت‌ها کشمکش بینِ روس‌ها با دیگر کشورهایِ متفقین، و همچنین شکل‌گیری بحران‌های فراوان در ایران، با وساطت محمدعلی فروغی، بالاخره بر سر نوع حکومت جدید ایران و انتقال سلطنت به پسرش (محمدرضا) که ولیعهد پیشین نیز بود، به توافق رسیدند.
در جریان اشغال ایران، قوای شوروی شامل ۴۰ هزار سرباز و هزار تانک تی-۲۶ بود که برتری عددی و کیفی زیادی نسبت به نیروهای ایرانی داشت. علاوه بر اینها، بیشترین برتری شوروی با نیروی هوایی بود که ۴۰۹ هواپیمای جنگی از جمله بمب افکن‌های سنگین را برای اشغال ایران فراخواندند. قوای انگلیس نیز ۱۹ هزار سرباز و ۵۰ تانک سبک به کار گرفته بودند. نیروی هوایی نیز قوای زمینی را پشتیبانی می‌کردند. تعداد هواپیماهای بمب افکن شوروی که نیروی زمینی را تقویت می‌کرد، پنج برابر نیروی هوایی دولت انگلیس بود.
پس از اشغال، راه‌آهن سراسری ایران برای انتقال کمک‌های نظامی از جنوب ایران به پشت جبههٔ شوروی، بر اساس قانون وام و اجاره مورد استفاده قرار گرفت.
ایران که در آغاز جنگ، بی‌طرفی خود را اعلام کرده بود، نهایتاً در ۱۷ شهریور ۱۳۲۲ به آلمان اعلان جنگ داد. به پشتوانهٔ همین اعلان جنگ ایران می‌توانست پس از پایان جنگ به اعلامیهٔ ملل متحد بپیوندد و همچنین در کنفرانس‌های صلح پس از جنگ شرکت کند.
پس از جنگ ارتش بریتانیا، طبق توافق با دولت ایران، ایران را ترک کرد؛ ولی نیروهای نظامی ارتش سرخ شوروی همچنان در ایران ماندند و از اجرای توافق امتناع کردند.

## پیش‌زمینه

نقشه جناح‌بندی‌ها در جنگ جهانی دوم و نمایش اشغال سرزمین‌ها
متفقین غربی (کشورهای مستقل اصلی)
متفقین غربی (مناطق اشغال‌شده و کلونی‌های ایجاد شده)
متفقین شرقی (کشورهای اصلی و مناطق اشغال‌شده)
نیروهای محور (کشورهای اصلی)
نیروهای محور (مناطق اشغال‌شده و کلونی‌های ایجاد شده، شامل فرانسه ویشی)
کشورهایی که اعلام بی‌طرفی کردند

آلمان در ۹ شهریور ۱۳۱۸ (۱ سپتامبر ۱۹۳۹) به لهستان حمله برد و در ۱۱ شهریور (۳ سپتامبر) بریتانیا و فرانسه به آلمان اعلام جنگ کردند. لهستان در کمتر از یک ماه از ارتش آلمان شکست خورد و زمینه برای حمله به مناطق دیگر توسط آلمان فراهم آمد. در آغاز آلمان و متحدانش در تمامی جبهه‌های غرب و شرق اروپا و غرب و شرق آسیا پیروزی‌های گسترده‌ای به دست آوردند اما پس از حملهٔ موفقیت‌آمیز شوروی (در پاییز و زمستان ۱۳۲۱ شمسی - ۱۹۴۲ میلادی) علیه نیروهای آلمان در نبرد استالینگراد صحنهٔ نبرد به سود شوروی تغییر کرد.
ارتش سرخ موفق گردید ۶۰۷ لشکر از ۷۸۳ لشکر هیتلری را در تمام جبهه‌های جنگ نابود سازد. پس از پیروزی‌های شوروی و شکستن ستون فقرات ارتش آلمان نازی در خاک شوروی، حرکت ارتش سرخ رو به غرب اروپا شروع شد و توانست ارتش آلمان را در همه کشورهای شرق اروپا نابود کند. بدین ترتیب ایالات متحده چاره‌ای نداشت و باید مستقیماً وارد جنگ در اروپا می‌شد، با ورود آمریکا در (تابستان ۱۹۴۳، با عملیات تصرف سیسیل و در تابستان ۱۹۴۴ با نبرد نرماندی) به جنگ در اروپا صحنهٔ نبرد رفته‌رفته به سود متفقین تغییر کرد و چشم‌اندازی برای پایان جنگ در اروپا دیده می‌شد.
دولت ایران در ۱۰ شهریور ۱۳۱۸ تنها یک روز پس از شروع جنگ اعلام بی‌طرفی کرد؛ و در ۱۱ شهریور نخست‌وزیر محمود جم در بیانیه‌ای رسمی نوشت:
در این موقع که متأسفانه نایره جنگ در اروپا مشتعل گردیده است دولت شاهنشاهی ایران به موجب این بیانیه تصمیم خود را به اطلاع عموم می‌رساند که در این کارزار بی‌طرف مانده و بی‌طرفی خود را محفوظ می‌دارد.
سفیر وقت آلمان آروین اتل در نامه‌ای به وزارت امور خارجه ایران از اعلام بی‌طرفی ایران ابراز خوشحالی کرده و می‌نویسد:
درپی نامه مورخ ۶ سپتامبر ۱۹۳۹ محترماً به اطلاع آن جانب می‌رسانم که دولت آلمان از اعلام بی‌طرفی ایران با کمال خرسندی اطلاع حاصل نموده با عرض تشکر خواهشمند است مراتب قدردانی وی را به پیشگاه مقدس اعلیحضرت همایون شاهنشاهی تقدیم نمایید.
سفیر وقت انگلستان در ایران هم در نامه‌ای به وزارت امور خارجه ایران مراتب انتقال پیام بی‌طرفی ایران به کشورش را این چنین توضیح می‌دهد:
آقای وزیر محترماً وصول نامه جنابعالی شماره ۱۴۲۵۷/۲۵۹۴۵ مورخه ۱۳ شهریور را که بدان وسیله تصمیم دولت شاهنشاهی را دایر بر وصول بی‌طرفی آن دولت در جنگی که در اروپا رخ داده به دوستدار اطلاع داده بودند به اطلاع می‌رسانم. دوستدار تصمیم مزبور را به دولت متبوعه خود ابلاغ نموده‌ام. موقع را مغتنم شمرده احترامان فائقه خود را تجدید می‌نمایم.

## بهانه متفقین برای حمله به ایران
در طی ماه‌های پیش از شهریور بیست، متفقین چند بار از دولت ایران برای عبور مسالمت‌آمیز نیروهایشان از خاک این کشور درخواست اجازه کردند اما همواره این درخواست از طرف رضا شاه رد می‌شد. از نمونه‌های دخالت‌های آن‌ها در امور داخلی ایران نیز می‌توان به تاریخ ۱۵ اوت ۱۹۴۱م (۲۴ مرداد ۱۳۲۰خ) اشاره کرد که در آن سفیر انگلستان در تهران پانویسی به دولت ایران تسلیم کرد که در آن تقاضا شده بود تعداد اتباع آلمانی مقیم ایران هرچه سریعتر کاهش یابد.
در ستاد ارتش، سپهبد رزم‌آرا مدتی پیش از حمله متفقین عدم آمادگی ارتش برای دفاع از مرزها را به سرلشکر ضرغامی فرمانده ارتش گزارش می‌کند و پیشنهاد می‌کند به دلیل عدم توانایی مقابله با شوروی، از راه‌های سیاسی برای رفع خطر اقدام شود. گزارش توسط ضرغامی به رضاشاه ارائه می‌شود اما وی از گزارش خشمگین شده و ولیعهد را برای تحقیق بیشتر به جلسه بعد ستاد کل می‌فرستد. رزم‌آرا کمبود نفرات و امکانات به‌ویژه امکانات ترابری موتوری را دلیل اصلی عدم توان مقابله با شوروی بیان می‌کند. رضا شاه مدتی بعد دستور تشکیل لشکرهای جدید را صادر می‌کند اما از صدور فرمان آمادگی برای دفاع خودداری می‌کند. لشکرهای ارتش بدون افزایش نفرات و امکانات به تعداد مورد نظر رضاشاه افزایش می‌یابند و در واقع برخی لشکرها به چند لشکر تقسیم می‌شوند. رضاشاه امکان حمله متفقین را بسیار کم می‌دانست به همین دلیل ارتش ایران هیچ گونه آمادگی برای مقابله با حمله متفقین نداشت.
از طرح‌ریزی حمله نیروهای شوروی و بریتانیا به ایران زمان دقیقی در دست نیست. به هر حال این واقعه در سحرگاه ۳ شهریور ۱۳۲۰ (۲۵ اوت ۱۹۴۱) رخ داد. ساعت چهار بامداد سوم شهریور سفیر شوروی و وزیر مختار بریتانیا در تهران به دیدار علی منصور نخست‌وزیر وقت رفتند و طی پانویس‌هایی مشابه، به دولت ایران اعلام کردند که به دلیل بی‌توجهی دولت ایران به درخواست‌های فوری این دو کشور در کمال تأسف ارتش دو دولت وارد خاک ایران شده‌اند. ارتش سرخ در سه جهت و سه ستون وارد خاک ایران شد. ستون اول از محور جلفا در جهت تبریز حرکت کرده و ستون دوم از راه آستارا به سوی بندر پهلوی و رشت پیشروی کرده و ستون سوم به ناحیهٔ مرزی شمال شرقی خراسان هجوم برد. در این تهاجم مراکز مهمی مانند تبریز و مشهد و شهرهای ساحلی دریای خزر تحت اشغال ارتش شوروی درآمدند. ارتش انگلیس هم از دو جهت به سمت ایران پیشروی کرد. یک ستون از راه خانقین وارد ایران شد و از طریق کرمانشاه و همدان خود را به قزوین رساند. ستون دوم از خاک عراق به ناحیه جنوب غربی خوزستان هجوم آورد. سرانجام در روز ۹ شهریور ارتش‌های شوروی و انگلیس در قزوین به یکدیگر ملحق شدند.
در این عملیات نیروهای دریایی و هوایی نیز شرکت داشتند. روز سوم شهریور نیروی دریایی شوروی در دریای خزر بندر انزلی را به گلوله بست و همچنین نیروی هوایی شوروی چندین شهر ایران مانند تبریز، انزلی، همدان، قزوین، مشهد و روز ۷ شهریور لاهیجان را روز ۹ شهریور حومه تهران را بمباران کرد. قوای بریتانیا در آبادان عبارت بودند از لشکر هشتم پیاده‌نظام هندی به فرماندهی ژنرال هاروی، در منطقه خانقین تیپ نهم زرهی و یک هنگ ارابه جنگی هندی و چهار گردان انگلیسی و یک هنگ توپخانه انگلیسی که همگی تحت فرماندهی ژنرال اسلیم بودند. اولین هدف نیروهای مهاجم انگلیس اشغال مناطق نفتخیز و دومین هدف، پیشروی در خاک ایران و به دست گرفتن خطوط ارتباطی این کشور بود. عملیات دریایی بریتانیا بیشتر در بندر شاهپور صورت گرفت و هشت فروند کشتی متوقف در بندر به دست قوای انگلیسی افتاد. نیروی هوایی انگلیس هم چند هدف نظامی را در اهواز بمباران کرد.

## گاهشمار درگیری‌های نظامی

### ۳ شهریور (آغاز درگیری)

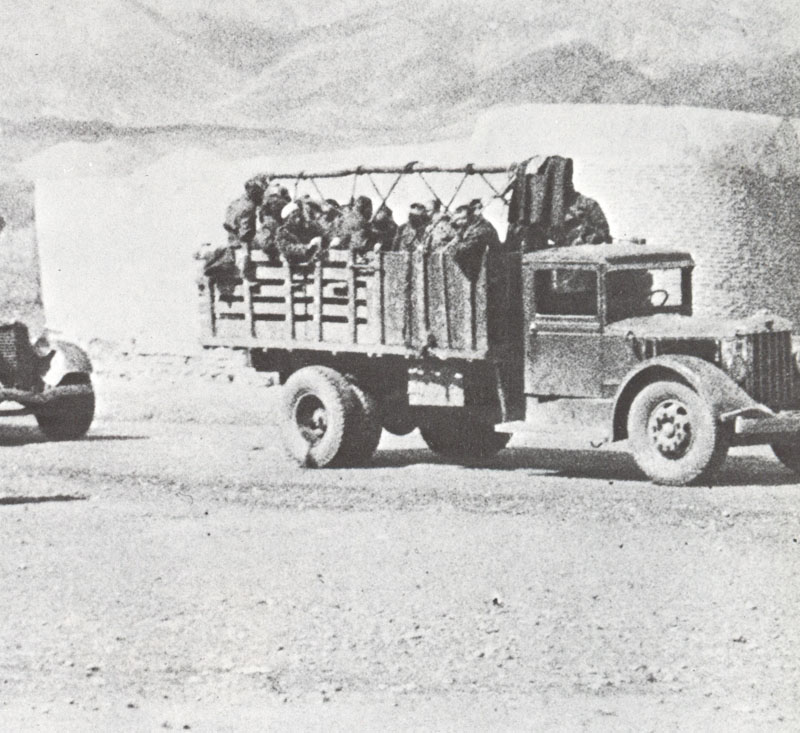
عبور نیروهای شوروی از مرز ایران (۳ شهریور ۱۳۲۰)

سپیده‌دم روز ۳ شهریور ۱۳۲۰، نیروهای اتحاد جماهیر شوروی از شمال و شرق و نیروهای بریتانیایی از جنوب و غرب، ایران را مورد حمله زمینی، هوایی و دریایی قرار دادند. در همان لحظات اولیه حمله، اسمیرنوف، سفیر کبیر شوروی و سر ریدر بولارد، وزیر مختار بریتانیا در منزل رجبعلی منصور، نخست‌وزیر ایران حضور یافته و طی پانویسی، حمله قوای خود را به ایران ابلاغ کردند. بی‌درنگ، رجبعلی منصور به همراه جواد عامری، کفیل وزارت امور خارجه، به کاخ سعدآباد رفت و رضاشاه را مطلع ساخت و سپس راهی مجلس شورای ملی شد و گزارش حمله نظامی شوروی و بریتانیا را به اطلاع نمایندگان مجلس رساند. بی‌درنگ جلسه هیئت وزیران در کاخ سعدآباد با حضور رضاشاه تشکیل شد و موضوع حمله به ایران و نقض بی‌طرفی مورد بحث و مذاکره قرار گرفت و راه حل‌هایی برای جلوگیری از بحران، آغاز شد.
نمایندگان شوروی و بریتانیا، علت این مداخله را وجود تعداد زیادی کارشناس آلمانی در ایران ذکر کردند. دخالت نظامی شوروی و بریتانیا در ایران متعاقب دو اولتیماتوم مشترک شوروی و بریتانیا در ۲۸ تیر و ۲۵ مرداد ۱۳۲۰ راجع به حضور کارشناسان آلمانی به وقوع پیوست. این حمله همچنین به فاصله سه هفته قبل از تبعید رضاشاه به خارج از کشور رخ داد. شهرهای بی‌دفاع شمال و جنوب ایران در جریان حمله هماهنگ و مشترک شوروی و بریتانیا، شدیداً بمباران شدند و نیروی دریایی ایران در خلیج فارس و دریای خزر، بر اثر حمله شدید نیروهای مهاجم، ظرف چند ساعت به کلی نابود شد. در حمله شدید بریتانیا به خلیج فارس، دریادار غلامعلی بایندر فرمانده نیروی دریایی و ناخدا نصرالله نقدی رئیس ستاد نیروی هوایی، جعفر فزونی و شمار فراوانی از افسران، در همان روز اول حمله کشته شدند؛ عمدهٔ کشتی‌های ایران آتش گرفتند یا غرق شدند؛ شمار کشته‌شدگان نظامی ایران در آن حمله، بیش از پانصد تن می‌باشد. ستاد جنگ اعلامیه‌ای صادر کرد و در آن خبر از مورد حمله هوایی قرارگرفتن شهرهای تبریز، اردبیل، ارومیه، خوی، اهر، میاندوآب، ماکو، بناب، مهاباد، رشت، حسن کیاده، میانه، اهواز و بندر انزلی داد. این اعلامیه، تلفات غیرنظامیان را، سنگین ولی تلفات نظامیان را، اندک گزارش داد.
عصر روز سوم شهریور و در حالی که پیشروی قوای بریتانیا و شوروی در شمال و جنوب خاک ایران ادامه داشت، رجبعلی منصور با مشاهده بحرانی بودن اوضاع، تصمیم به استعفا گرفت. دریافت خبرهای مربوط به متلاشی شدن لشکرهای تبریز، رضائیه، گیلان، اردبیل، مشهد و کرمانشاه سبب شد تا رضاشاه لشکرهای مجهز دو پادگان مرکزی را در اطراف تهران به حالت دفاعی مستقر سازد. در همین روز، رضاشاه طی تلگرافی به روزولت، رئیس‌جمهور آمریکا از وی خواست مانع پیشروی بریتانیا و شوروی در داخل ایران شود، اما دولت آمریکا با صراحت این درخواست را رد کرد و تأکید نمود که ایالات متحده، هدف بریتانیا را هدف خود می‌شمارد.
در غروب ۳ شهریور، رضاشاه که متعاقب دریافت پاسخ دولت آمریکا، امیدی به توقف حملات بریتانیا و شوروی نداشت و از جبهه‌های جنگ دوم جهانی نیز اخبار خوشایندی دریافت نمی‌کرد، سربازان احتیاط ۴ دوره -متولدین ۱۲۹۴ تا ۱۲۹۷- را به خدمت فراخواند. او در شامگاه همان روز، خبرهای مربوط به پیشروی قوای شوروی و بریتانیا را به سوی تهران دریافت کرد.

### ۴ شهریور
روز ۴ شهریور، بمباران شهرهای بی‌دفاع و سربازخانه‌ها ادامه پیدا کرد؛ شهرهای قزوین، رشت و تبریز مورد حمله هوایی قرار گرفتند. بر اثر حمله و بمباران شدید، لشکرهای تبریز، رضائیه، رشت، مشهد، اردبیل و گرگان، به‌طور کامل از هم پاشیدند. مردم تهران و بیشتر شهرهای مورد حمله هوایی، شهرها را تخلیه کردند و به اطراف پناه بردند.

### ۵ شهریور
روز ۵ شهریور در جلسه فوق‌العاده هیئت دولت که در حضور رضاشاه تشکیل شده بود، رجبعلی منصور پس از ارائهٔ گزارشی از اقدامات دو روزه خود، نومیدانه از مقام نخست‌وزیری استعفاء داد؛ رضاشاه هم ضمن پذیرش درخواست وی، در همان جلسه، مجید آهی وزیر دادگستری را مأمور تشکیل کابینه کرد، اما وی نیز از پذیرفتن این سمت پوزش خواست و پیشنهاد داد شخص دیگری برگزیده شود؛ سرانجام محمدعلی فروغی را برای نخست‌وزیری پیشنهاد کرد. رضاشاه ابتدا با سالمند خواندن فروغی با این پیشنهاد مخالفت ورزید و نظر به وثوق‌الدوله داشت، ولی به هر کیفیت که بود فروغی مورد پذیرش شاه واقع شد و نصرالله انتظام، رئیس تشریفات دربار مأمور آوردن فروغی شد. او به منزل محمدعلی فروغی رفت و او را با خود به سعدآباد آورد. به محض ورود فروغی، شاه اظهار کرد فروغی زیاد هم پیر نیست؛ در همان لحظات، حکم نخست‌وزیری فروغی صادر شد. فروغی گفت که در کادر وزیران تغییری نخواهد داد، ولی بنا به خواست شاه، علی سهیلی را به وزارت امور خارجه و جواد عامری را به وزارت کشور گماشت. رضاشاه در این جلسه استعفای خود را با حاضران در میان گذاشت که با مخالفت وزیران روبرو شد.

### ۶ شهریور

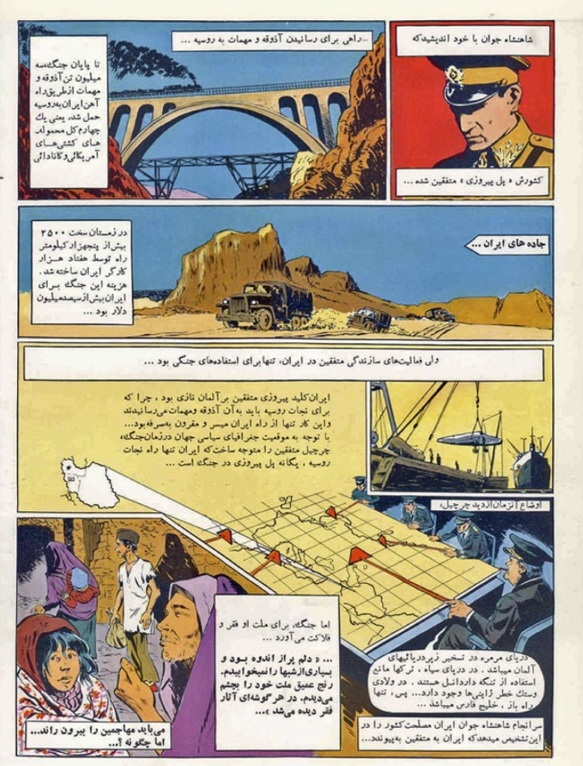
صفحه‌ای از کتاب عظمت بازیافته دربارهٔ اشغال ایران در جنگ جهانی دوّم - ۱۳۵۵

صبح روز ۶ شهریور، فروغی با وزیران خود در مجلس شورای ملی حاضر شد و برنامه خود را در نطقی کوتاه اعلام و وزیران کابینه را معرفی کرد و نمایندگان را در جریان تصمیم دولت مبنی بر ترک مقاومت قرار داد. وی با بیان این‌که دولت باید بی‌درنگ به مذاکره با کشورهای حمله‌کننده به ایران بنشیند، از نمایندگان مجلس درخواست رای اعتماد کرد؛ مجلس به اتفاق آرا به کابینه فروغی رأی اعتماد داد. نطق محمدعلی فروغی پشت تریبون مجلس شورای ملی در آن روز، که با استواری و چیره‌دستی خاص او ادا شد، یکی از جاودانه‌ترین و اثربخش‌ترین سخنان یک سیاست‌مدار بانفوذ ایرانی سده بیستم شناخته می‌شود. فروغی مردم هراسان از حملهٔ شوروی و بریتانیا را به آرامش و خویشتن‌داری فراخواند و وعده داد که «این روزها نیز بگذرد و کشور به سیاق سابق خود طی مسیر کند». در این نطق به ویژه این عبارت بسیار ماندگار شده است و پیوسته از قول او توسط بسیاری از افراد نقل می‌شود: «می‌آیند و می‌روند؛ حوایجی دارند و به ما کاری ندارند.»
فروغی پس از حضور در مجلس، در منزل خود با سفیران بریتانیا و شوروی (سر ریدر بولارد و اسمیرنوف) راجع به ترک مخاصمه و توقف جنگ، مذاکره کرد. در همین نشست، فروغی از نیت بریتانیا برای برکناری و تبعید رضاشاه باخبر شد.
هرچند نامهٔ ترک مخاصمه، در بامداد روز ۶ شهریور به دو سفارتخانه فرستاده شد و آن دو نیز بی‌درنگ مراتب را به پایتخت‌های خود گزارش کردند، اما در رویارویی نظامی آن‌ها با نیروهای ایرانی و بمباران شهرها، هیچ‌گونه دگرگونی‌ای پدید نیامد؛ به ویژه شوروی همچنان با همان خشونت، در روزهای بعد نیز، شهرهای ایران را بمباران کرد. شوروی‌ها نظامیان ایرانی‌ای که تسلیم می‌شدند، به اسارت، به خارج از ایران می‌فرستادند. ارتش سرخ به هر شهری از ایران که پا می‌نهاد، همچون یک دولت فاتح اداره شهر را به دست می‌گرفت؛ سران اداره‌ها و نمایندگان دولت، خواه نظامی یا غیرنظامی را بازداشت می‌کرد.

### ۷ شهریور
در نتیجهٔ گفتگوها و رایزنی‌های انجام شده، به ویژه نشست فروغی با سفیران بریتانیا و شوروی، در روز هفتم شهریور، رضاشاه، همه اعضای خانواده‌اش (به استثنای محمدرضا پهلوی، ولیعهد) را روانه اصفهان کرد و بدین سان مقدمات استعفا و خروج خود از ایران را فراهم آورد.
در این روز، شهرهای شمالی ایران با شدت تمام، توسط بمب‌افکن‌های شوروی بمباران شدند.

### ۸ شهریور
در ۸ شهریور، ایران توسط نیروهای انگلیس و روسیه به سه بخش تقسیم شد. بخش شمالی در قلمرو روس‌ها بود. بخش جنوبی که منطقه نفتی ایران را نیز شامل می‌شد زیر قدرت نیروهای انگلیس درآمد. تنها منطقه میانی ایران یعنی تهران و اطراف آن برای ایران باقی‌ماند.
در همین روز شورای عالی نظام دستور مرخصی سربازان وظیفه را تصویب کرد و به اجرا گذاشت؛ در عوض قرار شد سی هزار سرباز پیمانی را با ماهی ۳۵ تومان حقوق، به استخدام درآورند. فرستاده شدن اعضای خانوادهٔ سلطنتی به اصفهان، شایعهٔ فرار رضا شاه، اخبار رسیده از اشغال شهرهای مختلف و به ویژه خالی شدن پادگان‌ها (در نتیجهٔ تصمیم اخیر شورای عالی نظام) که به شکل‌گیری دسته‌های سربازان گرسنه و سرگردان در خیابان‌های تهران انجامید، سخت مایهٔ بیم و نگرانی مردم شده بود؛ علاوه بر این، گریز برخی از سران ارتش و رجال سیاسی هم در این مدت، وضع را بدتر کرد. از آن رو برای کنترل اوضاع، در همان روز ۸ شهریور در تهران حکومت نظامی اعلام شد و سپهبد احمد امیراحمدی حاکم نظامی شد.
در این روز نیز بمباران شهرهای شمالی و جنوبی ایران، به‌وسیله بمب‌افکن‌های شوروی و بریتانیا انجام شد. هواپیماهای بریتانیایی از عراق برخاسته و تأسیسات نفتی شرکت نفت ایران و انگلیس (در آبادان و اهواز) را بمباران کردند. این حملات با بمب‌افکن‌های سبک و متوسط انجام شدند، نه بمباران‌های سنگین مثل آنچه در آلمان یا ژاپن دیده شد.

### ۹ شهریور
رضاشاه بعد از ظهر روز ۹ شهریور، همه فرماندهان و مقامات امضاکنندهٔ طرح مرخصی سربازان وظیفه را - که در عمل به انحلال ارتش انجامیده بود - به کاخ سعدآباد احضار کرد و به آن‌ها نسبت خیانت داد. شاه، سرلشکر احمد نخجوان، (کفیل وزیر جنگ) و سرتیپ علی ریاضی را مسبب این طرح قلمداد نمود، از آن‌رو آن دو را به شدت زخمی و پس از خلع درجه، زندانی کرد. سپس دستور داد ایشان به خاطر این خیانت در دادگاه زمان جنگ محاکمه شوند. نخجوان تا ۸ شهریور ۱۳۲۰ در سمت کفالت وزارت جنگ قرار داشت و طرح مرخص کردن سربازان وظیفه و استخدام سربازان پیمانی را به تصویب اعضای شورای عالی ارتش رسانید. همین امر موجب تغیر و اعتراض شدید رضاشاه شد؛ لذا احمد نخجوان را به شدت مضروب و به زندان افکند. او تا ۲۵ شهریور در زندان بود و پس از استعفای شاه، در کابینهٔ فروغی، وزیر جنگ شد. این ماجرای کتک زدن، در روزهای آینده به زیان رضا شاه تمام شد و عزم کسانی را که خواهان تبعید او از ایران، پس از استعفا بودند، جزم‌تر کرد.

### ۱۰ شهریور
رضا شاه در ۱۰ شهریور، تصمیمش به استعفا را به اطلاع فروغی و اعضای کابینه رساند.

### ۲۲ شهریور
در تاریخ ۲۲ شهریور ۱۳۲۰ وزارت امور خارجه ایران در پی فشار اشغالگران، در نامه‌ای به سفارت آلمان، خواستار خروج اتباع آلمانی از ایران و برچیده شدن سفارت این کشور شد که بخشی از نامه آن به این شرح است:
وزارت امور خارجه شاهنشاهی ایران در تعقیب پانویس شماره ۳۷۷۴ محترما به استحضار سفیر آلمان در تهران می‌رساند نمایندگان دولتین اتحاد جماهیر شوروی و انگلیس اصرار دارند سفارت آلمان در تهران تا روز ۱۷ سپتامبر برچیده شود و کارکنان آن خاک ایران را ترک کنند. لهذا مراتب را اشعار می‌دارد تا استحضار داشته باشند. آنچه مربوط به اتباع دولت آلمان باشد البته به وسیله سفارتخانه‌ای که حافظ منافع آن‌ها معرفی شود انجام خواهد شد. اولیای سفارت آلمان می‌توانند مطمئن باشند که دولت ایران به سهم خود از هیچ نوع کمک و مساعدت مضایقه نخواهد کرد.
پس از آن علی سهیلی وزیر وقت امور خارجه در نامه‌ای به نمایندگان دولت‌های سوئد و سوئیس در تهران، اعلان جنگ میان ایران و آلمان را اعلام می‌کند:
احتراماً رونوشت اعلامیه‌ای را که جناب آقای نخست‌وزیر امروز در مجلس شورای ملی راجع به اعلام وجود حالت مخاصمه بین ایران و آلمان و الحاق دولت شاهنشاهی به اعلامیه ملل متحده مورخ ژانویه ۱۹۴۲ ایراد نموده‌اند برای اطلاع و استحضار آن جانب به پیوست ارسال می‌دارد. خواهشمند است مراتب مندرج در اعلامیه را به اطلاع دولت سوئد و سویس برسانند تا لطفاً مقامات وابسته آلمان را از آن آگاه نمایند.

### ۲۳ شهریور
در ۲۳ شهریور ۱۳۲۰ سفیرهای انگلیس و روس به رضا شاه اولتیماتوم دادند که او باید تا ساعت دوازده و نیم ظهر روز ۲۶ شهریور استعفا دهد و اگر استعفاء ندهد، تهران اشغال خواهد شد، سلطنت از بین خواهد رفت و یک دولت اشغالی از روس و انگلیس به وجود خواهد آمد.

### ۲۵ شهریور
محمدعلی فروغی در شرایط بحرانی اشغال ایران و تبعید رضاشاه، جانشینی محمدرضا را به متفقین قبولاند تا در روزهایی بحرانی که بر ایران می‌گذرد، کشور از هم نپاشد و قطعه‌قطعه نشود. فروغی پیشنهاد ریدر بولارد، وزیرمختار انگلستان مبنی بر تغییر رژیم را رد کرده بود، زیرا از نظر او، با وجود بحران‌های پیچیده و فراوان آن زمان، ایران توان این‌گونه تغییرات بنیادی را نداشته و شیرازه امور کشور و تمامیت ارضی فرومی‌پاشید.

خبر استعفای رضاشاه در روزنامه اطلاعات

صبح زود روز ۲۵ شهریور ۱۳۲۰، رضا شاه از سلطنت به نفع ولیعهد بیست و یک ساله‌اش محمدرضا پهلوی کناره‌گیری کرد. ساعت نه و سی دقیقه، مجلس شورای ملی، استعفای رضاشاه را پذیرفت. برای جلوگیری از دستگیر شدن محمدرضا به وسیله نیروهای روس و انگلیس، ولیعهد محمدرضا را با لباس شخصی در یک خودروی کرایسلر قدیمی بین صندلی جلو و عقب روی زمین خودرو پنهان کردند و از در خدمه مجلس به داخل مجلس آوردند. ساعت ۴ بعد از ظهر، ولیعهد محمدرضا در برابر مجلس شورا و نمایندگان به قرآن سوگند خورد و رسماً پادشاه ایران شد.

### ۲۶ شهریور

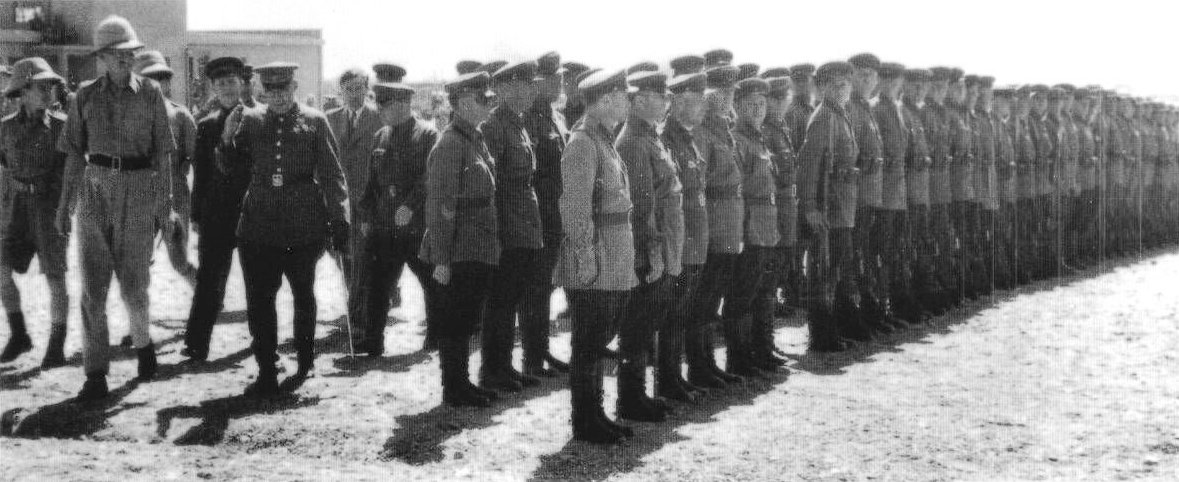
نیروهای مشترک روسیه و انگلستان در تهران برای رژه آماده می‌شوند.

با این که رضا شاه استعفا داد، در ۲۶ شهریور ۱۳۲۰، ارتش‌های روسیه و بریتانیا، تهران را اشغال کردند و حکومت را به کنترل خویش درآوردند. در ۵ آبان سفیران روس و بریتانیا به آگاهی محمدرضاشاه پهلوی رساندند که قدرت در دستان ماست.

### ۳۰ شهریور
روز ۳۰ شهریور، رضاشاه و خانواده‌اش از اصفهان به یزد، کرمان و بندرعباس رفتند تا به یک کشتی بریتانیایی که قرار بود آن‌ها را به جزیره موریس ببرد، انتقال داده شوند.

## پس از شهریور ۱۳۲۰

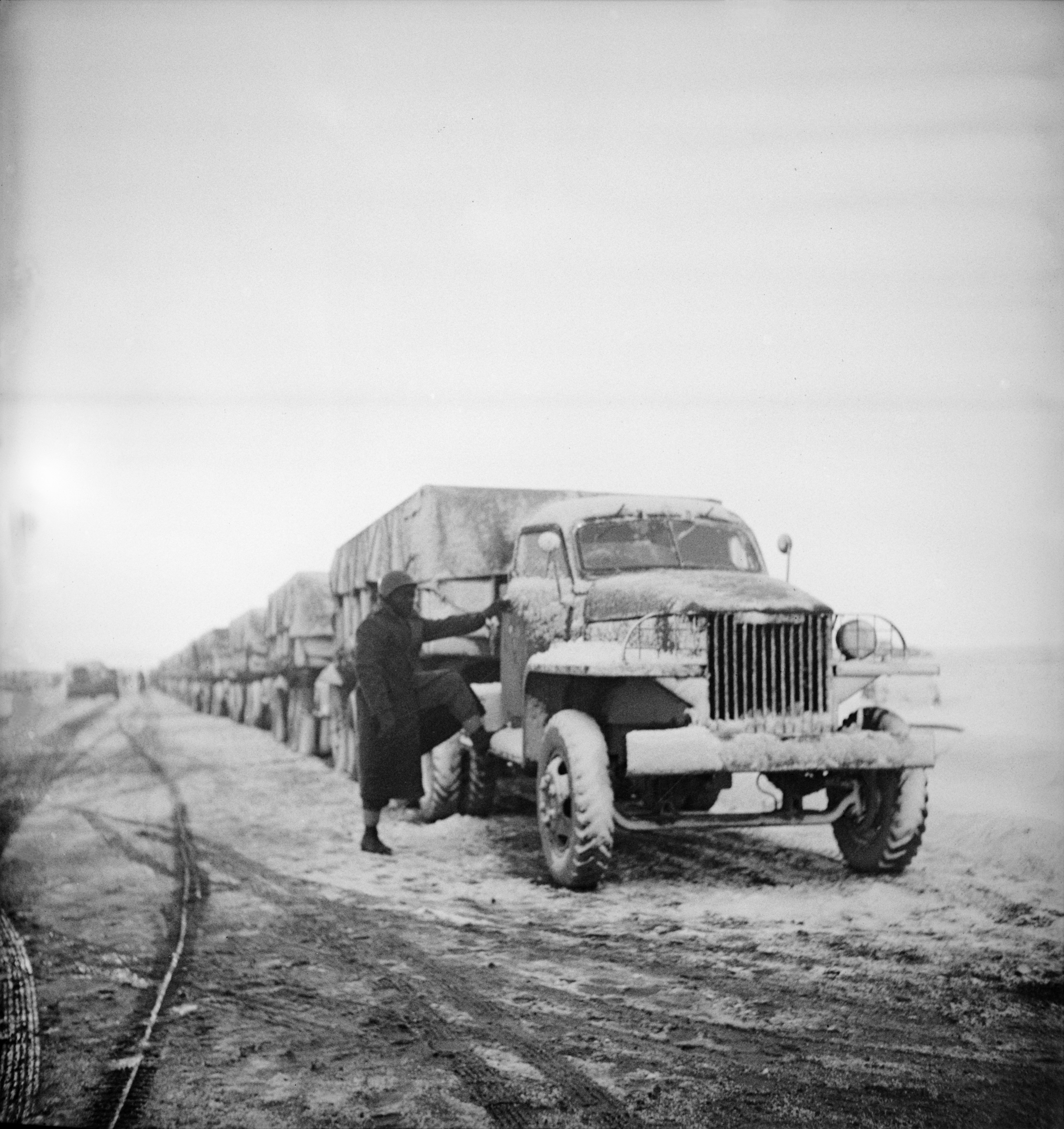
کاروان کامیون‌های پوشیده از برف ارتش آمریکا (جایی در دالان پارسی) در حمل تدارکات برای شوروی. (اسفند ۱۳۲۱)

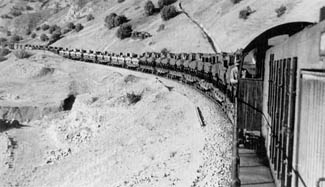
قطار حامل تدارکات متفقین برای ارتش سرخ از جنوب به شمال ایران می‌رود.

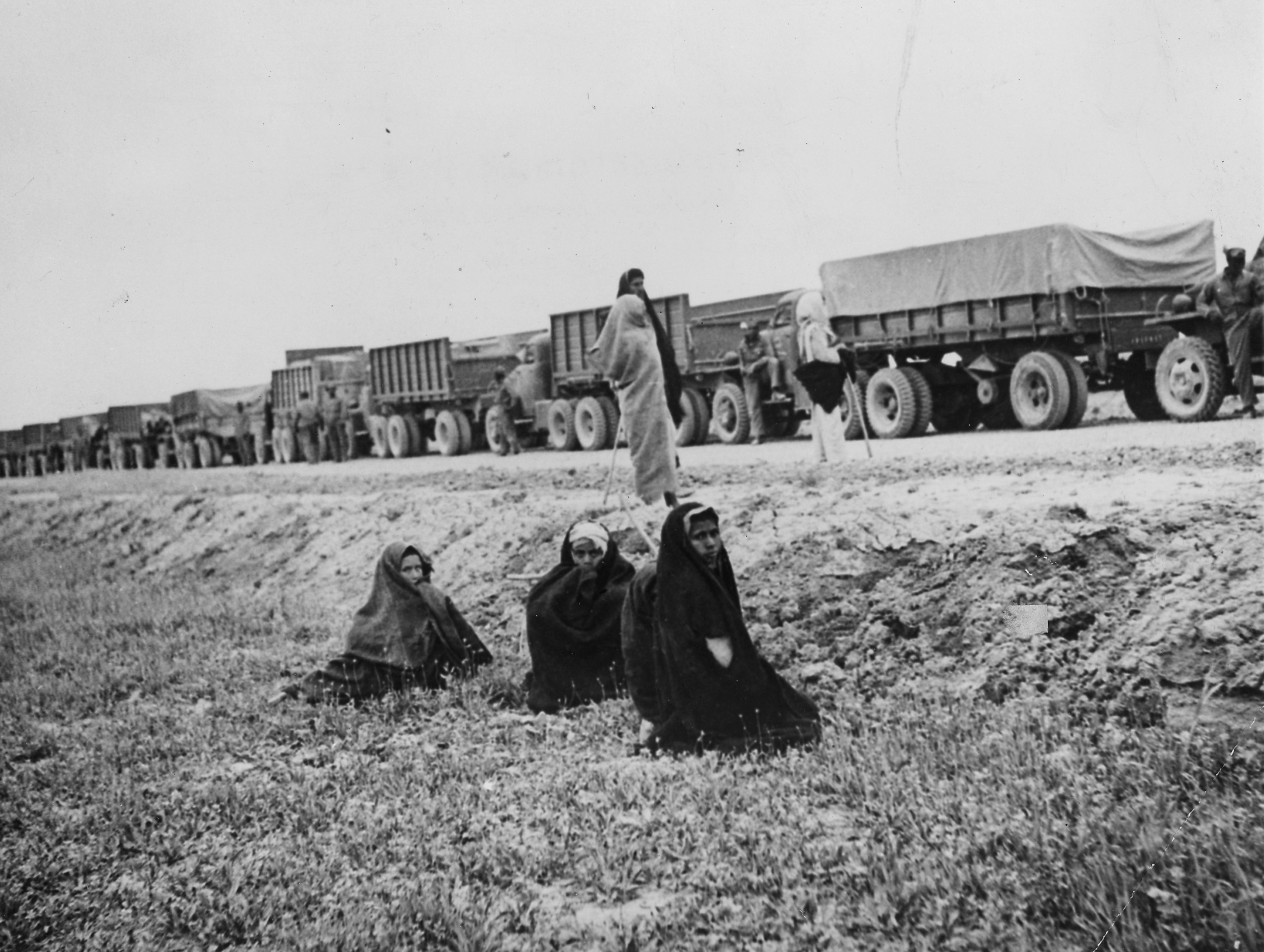
چند زن ایرانی در کنار کاروان تدارکات نیروهای متفقین (۱۴ خرداد ۱۳۲۲)

در ۶ بهمن ۱۳۲۰ مجلس شورا قانون قرارداد سه قوا در ایران را تصویب کرد. این قانون به امضای نخست‌وزیر محمدعلی فروغی و سفیران روس و انگلیس برای تأیید نهایی رسید. این قرارداد تمامیت ارضی ایران را تضمین کرد و هم چنین که نیروهای روس و انگلیس، ۶ ماه پس از پایان جنگ جهانی دوم ایران را تخلیه خواهند کرد. ایران نیز متعهد شد که با نیروهای روس و انگلیس همکاری کند، پروانه استفاده از راه‌های کشور و سیستم مخابراتی کشور را به روس و انگلیس بدهد و نیروی کارگر و ابزار مورد نیاز را برای روس و انگلیس فراهم آورد و مطبوعات را سانسور کنند که دربارهٔ اشغال ایران و استفاده از منابع کشور را به آگاهی ملت نرسانند. آذر ماه ۱۳۲۱ نیروهای آمریکایی نیز ایران را اشغال کردند و آغاز به ساختن دالان ایران کردند. این دالان، راهی بود از شمال تا جنوب ایران که برای رساندن مهمات و دیگر ابزار جنگی از خلیج فارس تا دریای خزر و سپس از آن‌جا به روسیه در نظر گرفته شده بود.
۹ آذر ۱۳۲۲ روزولت، چرچیل و استالین بدون حضور محمدرضا پهلوی شاه ایران، کنفرانس تهران را تشکیل دادند و قرارداد قوای متفقین را امضاء کردند که در آن تضمین شد که قوای متفقین، ایران را پس از پایان جنگ جهانی دوم، ترک خواهند کرد و ایران غرامتی برای این مدت خواهد گرفت. پیش‌نیاز این قرارداد این بود که دولت ایران به آلمان اعلان جنگ بدهد که ایران در ۱۷ شهریور ۱۳۲۲ آن را انجام داد.
پس از پایان جنگ جهانی دوم، نیروهای آمریکایی و انگلیس به تخلیه نیروهای خود از ایران پرداختند. دولت شوروی قبل از خاتمه جنگ، درصدد به دست آوردن امتیاز استخراج نفت شمال برآمد، اما چون با تصویب قانون منع اعطای امتیاز نفت به خارجیان در مجلس شورای ملی، از دریافت این امتیاز محروم شد، بنای مخالفت و ناسازگاری با دولت ایران را گذاشت و نیروهای خود را از ایران بیرون نبرد، بلکه بسیار علنی در آبان ماه ۱۳۲۴ به پشتیبانی از جنبش‌های خودمختاری کردها و آذربایجانی‌ها در ایران پرداخت. ارتش شوروی از ورود نیروهای پلیس و ژاندارمری ایران به آذربایجان و کردستان خودداری کرد. کردها، جمهوری مهاباد را با پشتیبانی شوروی برپا کردند و در آذربایجان، جعفر پیشه‌وری با حمایت شوروی، فرقه دموکرات آذربایجان را برپا نمود.
پس از شکایت دولت ایران به شورای امنیت و سفر قوام‌السلطنه نخست‌وزیر وقت، به مسکو که به امضای موافقت‌نامه‌ای دربارهٔ تشکیل شرکت مختلط نفت ایران و شوروی انجامید، شوروی در اردیبهشت ۱۳۲۵ نیروهای خود را از ایران خارج کرد. حکومت خودمختار حزب دموکرات در آذربایجان و کردستان نیز بیش از ۷ ماه پس از خروج نیروهای شوروی دوام نیاورد. موافقت‌نامه مربوط به تشکیل شرکت مختلط نفت ایران و شوروی نیز، سال بعد در مجلس رد شد.
اشغال ایران، محدود به قوای بریتانیا و شوروی نبود. پس از ورود آمریکا به جنگ، عده‌ای از نظامیان آن کشور نیز وارد ایران شدند، اما استقلال و تمامیت ارضی ایران، نخست با امضای یک پیمان سه‌جانبه بین ایران، بریتانیا و شوروی در بهمن ۱۳۲۰ و سپس با صدور اعلامیه‌ای که در پایان کنفرانس سران متفقین (روزولت، چرچیل و استالین) در تهران منتشر شد، تضمین گردید.
در دوران اشغال ایران به دست متفقین، بسیاری از امکانات، زیرساخت‌ها، منابع، اندوخته‌ها و آذوقه‌های ایران، به اشغال‌گران اختصاص یافت. ازاین‌روی، دو ماه بیشتر طول نکشید که ایران دچار کمبود مواد غذایی و گرانی لگام‌گسیخته گشت. شهرهای ایران و به ویژه تهران آن‌چنان با کمبود نان و سایر ارزاق مورد نیاز روبرو شدند که نان و مواد غذایی را با کوپن در اختیار مردم قرار می‌دادند؛ شمار بسیاری از مردم ایران، در نتیجهٔ تهی‌دستی، گرسنگی و بیماری جان خود را از دست دادند. کشوری که در جنگ جهانی، دخالتی نداشت و بارها بی‌طرفی خود را به دو سوی درگیری اعلام کرده بود، آسیب‌های زیادی را از جنگ تحمل می‌کرد.

## پیامدها

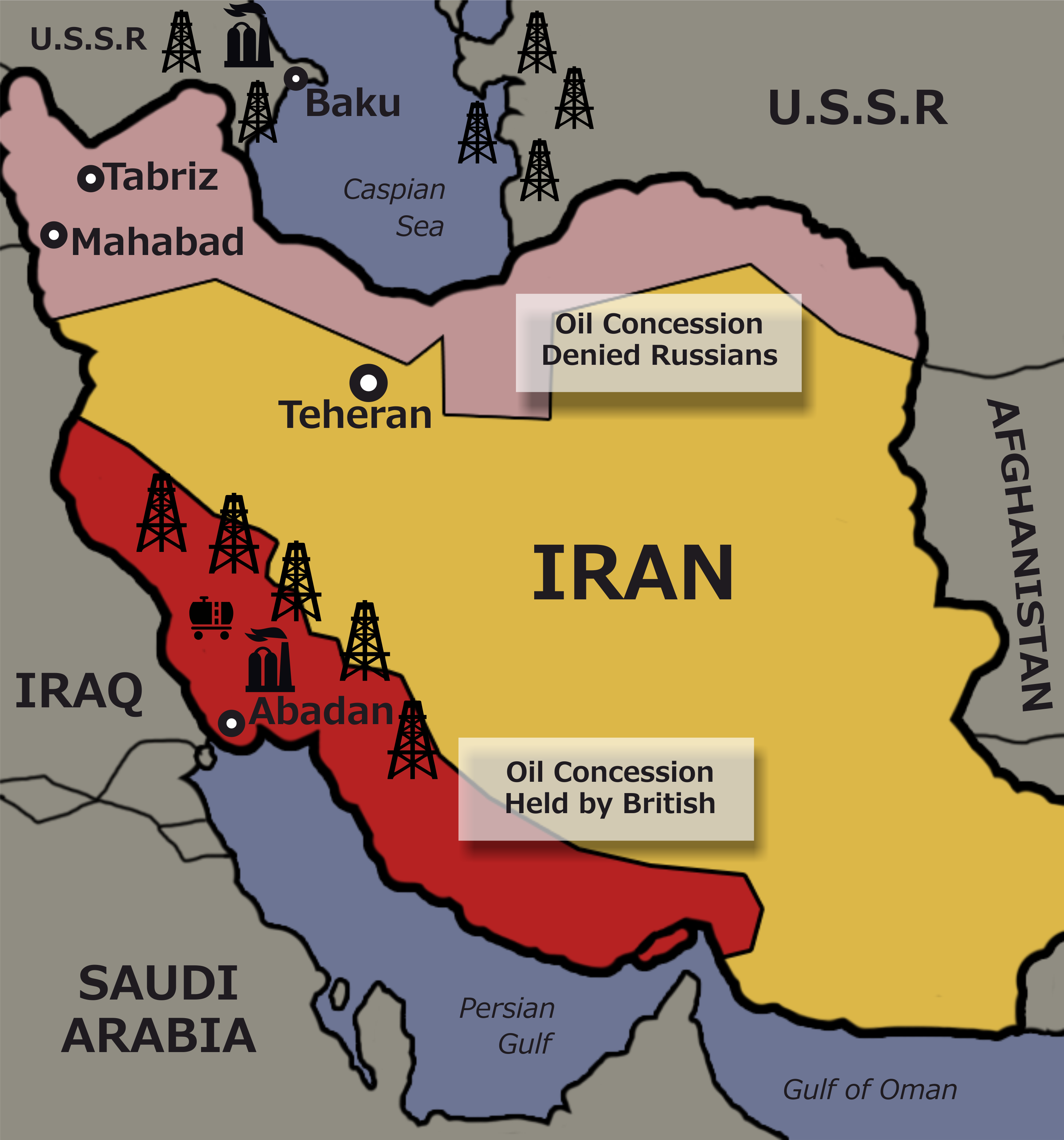
مناطق تحت نفوذ بریتانیا و شوروی پس از پایان جنگ، سال ۱۹۴۶ میلادی. شوروی به رنگ صورتی، بریتانیا به رنگ قرمز

اشغال نظامی ایران توسط متفقین بلافاصله سرنوشت ایران را رقم زد. ارتش، توسطِ سرلشکر «احمد نخجوان» خلع سلاح و پادگان‌ها به ارتش مهاجم تسلیم شد و در مدت سه روز و در اثر حملات هواپیماهای شوروی و بریتانیا چنان به سرعت عقب‌نشینی کرد که فرماندهی عالیِ متفقین نیز آن را پیش‌بینی نکرده بود. به طوری که احمد نخجوان به پادگان قلعه‌مرغی اعلام کرد در صورت فرود چتربازان انگلیس در این پایگاهِ نظامی اسلحه خود را در اختیار آن‌ها قرار دهند. در روز چهارم فروغی که بازنشسته شده بود برای مذاکره با متفقین نامزدِ نخست‌وزیری شد؛ نخست‌وزیر جدید در عرض یک هفته درخواست صلح نمود و پنهانی پیشنهادِ برکناری رضا شاه را به متفقین داد و متفقین نیز استعفای رضا شاه را تنها شرطِ برای آتش‌بس اعلام کردند. انگلیس نیز که خواستار پشتیبانی عمومی بود با تبلیغ روحانیون از بی رحمی و عدم اداره درست کشور توسط رضا شاه انتقاد کرد. دو هفته بعد نمایندگان رضا شاه را به ثروت اندوزی عظیم، کشتار مردم بی گناه و سوء استفاده از القابی برای خود مانند سردار سپه و فرمانده کل متهم می‌کردند. سه هفته بعد شاه بدون گفتگو با متفقین به نفع ولیعهد خود کناره‌گیری کرد و کشور را به سرعت ترک کرد. در مجلس نیز پس از خروج رضا شاه در روز ۲۵ شهریور ۱۳۲۰ ذکاءالملک فروغی صدراعظم، با حضور در مجلس شورای ملی استعفای رضا شاه را از سلطنت و آغاز سلطنت محمد رضا شاه را اعلام کرد.

### آزار و اذیت شهروندان ایرانی توسط متفقین
در نامه‌ای محرمانه در تاریخ ۱۳۲۱/۴/۲۹ به نخست‌وزیر وقت نسبت به سانسور مطبوعات و بسته‌های پستی در تهران توسط مأموران بریتانیا چنین توضیح داده شده است:
محرمانه جناب آقای نخست‌وزیر استحضارا معروض می‌دارد که بنابر گزارش اداره کل شهربانی چند روز است بازرسی‌های شعبه سانسور بریتانیا کلیه مطبوعات و نامه‌های رسیده از ترکیه را جزو سایر کیسه‌های پستی به شعبه سانسور خود برده و مطبوعات مزبور را بایگانی می‌کنند ومامورین سانسور جدیت دارند که مطبوعات ترکیه بایگانی شود
در نامه محرمانه دیگری به تاریخ ۱۳۲۱/۴/۵ که وزیر وقت دارایی به وزیر امور خارجه دربارهٔ خرید جو توسط نیروهای شوروی از کشاورزان نوشته شده است، تأکید شده که هر چه سریع تر از ادامه این کار خودداری شود:
گزارش رسیده از اداره کل شهربانی مشعر است که نیروهای شوروی در تاکستان مقدار زیادی جو خریده و همه روزه به وسیله خودرو حمل می‌نمایند. گزارش‌های دیگری هم از پاره‌ای نقاط شمالی کشور در این خصوص رسیده در صورتی که وزارت دارایی درقبال تقاضا و اصرار نمایندگی بازرگانی شوروی مساعدت‌های لازم را برای تحویل چندین هزار تن جو به شوروی نموده است. چون این عمل به کار خرید و جمع‌آوری جنس که فعلاً در درجه اول اهمیت قرار دارد لطمه می‌زند و به‌علاوه مساعدت‌های لازم هم در تحویل جو به عمل آمده دیگر پسندیده نیست که نمایندگان آن‌ها باز جو خریداری نمایند؛ بنابراین تمنی دارد که با مقامات شوروی مذاکره و اقدام فرمایید که دستور قطعی صادر نمایند از خرید غله اعم از گندم و جو خودداری شود و در نتیجه اقدامی که مبذول می‌فرمایند به وزارت دارایی مرقوم فرمایید.

### جلوگیری از محاکمه نیروهای متفقین
وزیر دادگستری طی نامه‌ای در تاریخ ۱۳۲۳/۳/۸ به نخست‌وزیر از تخلفات و همچنین جلوگیری از محاکمه نیروهای متفقین به خصوص در پرونده‌های قتل عمد و غیرعمد توضیح می‌دهد که بخشی از نامه به این شرح است:
 به حکایت سوابق موجوده دروزارت دادگستری در بیشتر مواردی که افسران وافراد نیروی متفقین عملی می‌گردند که قابل تعقیب کیفری است مخصوصاً درمورد قتل عمد وغیرعمد پرونده‌های متشکل به علت عدم حضور متهمین بلااقدام می‌ماند ومقامات نیروی متفقین نه فقط وسائل تکمیل تحقیقات را در اختیار دادسراها نمی‌گذارند بلکه صرفاً روی گزارش مأمورین خود نسبت به واقعه اظهارنظر نموده مرتکب را در عمل خویش بی حق یاذی حق تشخیص داده از تسلیم متهم به مقامات صالحه خودداری می‌کنند وانتظار دارند که مدعیان خصوصی برای جبران ضرر وزیان وارده مستقیماً به نزدیکترین پادگان نظامی متفقین مراجعه نمایند. صرف نظر از اینکه صدور حکم نسبت به جرایم که در ایران مرتکب می‌شود ونیز تعیین میزان خسارت وارده به شاکیان خصوصی در صلاحیت دادگاه‌های ایران است و در این خصوص مکاتبات زیادی به وزارت امور خارجه شده و به نتیجه نرسیده است اصولاً رویه فعلی مقامات نیروی متفقین منافی با استقلال قضایی کشور است مستدعی است مقرر فرمایند با مقامات مربوطه نیروهای متفقین مذاکره نموده وبا انعقادقراردادی در این زمینه تکلیف امررامعلوم سازند والا مأمورین دادگستری به هیچ وجه موفق نخواهند شد مرتکبین را دستگیر وکیفر دهند وبالنتیجه تلفات روزبه روز افزایش خواهد یافت

### مهاجرت لهستانی‌ها به ایران
مهاجرت لهستانی‌ها به ایران پیرو جنگ دوم جهانی روی داد و در طی سال‌های ۱۳۲۰ الی ۱۳۲۳ خورشیدی بیش از ۱۵۰ هزار نفر از لهستانی‌ها برای مهاجرت به فلسطین و آفریقا، از کشور اتحاد جماهیر شوروی وارد خاک ایران شدند.
بعد از دو سال و با آغاز حمله آلمان به شوروی، استالین مجبور شد، با دولتِ در تبعید لهستان، از در دوستی درآمده و فرماندهی واحدی در مقابل آلمان در جبهه لهستان ایجاد کند. طبق این توافق قرار بر این شد که علاوه بر عبور افراد نظامی تجهیز شده لهستانی از خاک ایران، زندانیان و افراد داخل اردوگاه‌ها نیز از طریق ایران به فلسطین و آفریقا مهاجرت کنند. این عمل با نقض بی‌طرفی ایران و اشغال ایران توسط قوای روسی و انگلیسی در تاریخ سوم شهریور ۱۳۲۰، امکان‌پذیر گشت.
نخستین گروه در اوایل فروردین ۱۳۲۱ با چهار کشتی روسی که حامل ۲۹۰۰ نفر سرباز و مهاجر بود، وارد بندر انزلی (پهلوی سابق) شدند. نیروی نظامی قرار بود از طریق همدان و کرمانشاه به عراق بروند. تعداد مهاجرین در اردیبهشت ۱۳۲۱ نزدیک به ۱۳۰۰۰ نفر رسیده بود.

#### هرج و مرج
پس از حمله متفقین به ایران و جابجایی قدرت در بیشتر مناطق ایران کشمکش‌های قومی و مذهبی شکل گرفت. برای مثال در تبریز درگیری‌هایی بین مسلمانان و مسیحیان رخ داده بود تا جایی که کنسول بریتانیا هشدار داد احتمالاً با خروج متفقین از ایران این درگیری‌های قومی و مذهبی بسیار شدیدتر شود. رهبران کلیسای آشوری نیز نگرانی‌های مشابهی داشتند و به دنبال جلب حمایت بریتانیا در آینده نزدیک بودند. یا برای مثال در ماه محرم سال ۱۳۲۱ نیروهای شوروی مستقر در مشهد مجبور شدند حفاظت از محله یهودیان را بر عهده بگیرند. یا حدود هشتصد مسلمان اهوازی که از شایعه ربوده شدن یک کودک مسلمان توسط یهودیان خشمگین شده بودند تلاش می‌کردند تا کنیسه محلی را به آتش بکشند. در کرمان نیز گروهی به رهبری یکی از روحانیون با حمله به محله زرتشتیها دونفر را کشتند و خانه‌های بسیاری را غارت کردند. همچنین گروه مشابهی نیز در شاهرود با حمله به مرکز بهائیان سه نفر را بدار آویختند و ۵۰ مغازه را غارت کردند.
درمناطق آذربایجان، کردستان و مناطق عرب‌نشین جنوب مسئله زبان بسیار برجسته و آشکار شده بود. در سال ۱۳۲۱ در گردهمایی اعراب ایران در پی جدایی و پیوستن به کشورهای عربی بودند. اعراب ایران در پیام‌هایی به دولت‌های بریتانیا و آمریکا خواستار حمایت آن‌ها برای جدایی از ایران شدند که البته به دلیل تفرقه‌ای که در میان اعراب بود موفق به جدایی از ایران نشدند وضع مناطق کردنشین نیز به همین ترتیب بود.

### پیامدهای اقتصادی اشغال ایران
ایران به دنبال حمله متفقین با مشکلات اقتصادی بسیاری رو به رو شد، از جمله قحطی هولناکی که جمعیت قابل ملاحظه ای از مردم را قربانی نمود. تورم سنگین، دزدی نمونه های کوچک دیگری از پیامدهای حمله متفقین به ایران بودند. نامه شکایت آقای محمود بدر وزیر دارایی در نخستین روز از تیرماه سال ۱۳۲۱ به نخست‌وزیر گواهی شرایط سخت مردم ایران در پی تجاوز نیروهای متفقین است.
جناب آقای نخست‌وزیر پیرو نامه ۱۴۹۳۲ مجدداً از اهواز اطلاع رسیده بر حسب دستور استانداری مأمورین شهربانی و شهرداری بدون موافقت اداره دارایی اقتصادی در روزهای ۲۸ و ۳۰ خرداد و اول تیر معادل ۴۵ تن آرد از محمولات تهران برده و مصرف کرده‌اند. بسیار قابل ملاحظه است که در بحبوحه حاصل خوزستان استانداری محل به جای اینکه مالکین و صاحبان گندم را ملزم به تحویل دادن فزونی نموده و مصرف محل را تأمین نماید خودسرانه آرد و گندم ورودی را که منحصراً برای مصرف تهران اختصاص داده شده است مصرف می‌کنند در حالیکه سالهای گذشته در ماه تیر و مرداد مقداری از گندم خوزستان به تهران حمل می‌شده. چون فعلاً تنها راه تأمین تهران همان گندم و آرد ورودی از خارج است چنانچه از مرتکبین این خودسری جدا بازخواست نشود و دستور قطعی برای تأمین مصرف از محمول صادر نگردد وزارت دارایی به هیچ وجه مسئولیت تأمین خواربار کشور را به عهده نگرفته و صراحتاً عرض می‌کند تهران در مدت کوتاهی به سختی وقحطی دچار خواهد شد
وضعیت برنج هم بهتر از سایر غلات نبود به عنوان مثال در قیمت برنج از تیرماه ۱۳۲۰ تا تیرماه ۱۳۲۱ به مقدار ۴۴ من از ۲۵۰ ریال به ۶۰۰ ریال رسید.